# Somerled
Somerled (nórdico antigo: Sumarliði, gaélico escocês: Somhairle, comumente anglicizada do gaélico como Sorley) foi um líder político e militar das ilhas escocesas no século XII, sendo conhecido em gaélico como ri Innse Gall ("Rei das Hébridas"). Seu pai foi Gillebride, de nobre ascendência gaélica e também nórdica. O nome Somerled, muito comum entre os viquingues, significa viajante do verão e é uma kenning (figura de linguagem) para viquingue.
Somerled apareceu primeiro em crônicas históricas no ano de 1140 como regulus, ou rei, de Kintyre quando desposou Raghnailt, a filha de Olaf I da Ilha de Man, Rei de Man e das Ilhas. No ano de 1153 ocorreu a morte de dois reis: David I da Escócia e Olaf de Man, o que provocou muita confusão e discórdia, e Somerled aproveita a chance: faz ofensivas contra a Escócia e contra Man e as Ilhas (estas últimas, que haviam sido herdadas por seu cunhado Goraidh).
Os pormenores históricos não são muito claros, mas os historiadores acreditam que os seguintes eventos são prováveis: Em 1156 Goraidh foi vencido numa batalha contra 80 navios da frota de Somerled e os inimigos repartiram as ilhas entre eles. Goraidh ficou com as ilhas do norte de Ardnamurchan e Somerled ficou com o restante. No entanto, dois anos depois Somerled retornou para a Ilha de Man com 53 navios de guerra. Ele derrotou Goraidh novamente e desta vez o forçou a refugiar-se na Noruega. O reino de Somerled se estendia agora desde a Ilha de Man até a extremidade nordeste da Ilha de Lewis.
Assim, viquingues e escoceses formaram um povo sob um único senhor e começaram a compartilhar uma única cultura e uma única forma de viver, e viriam a se tornar uma poderosa e notável raça conhecida como Gall-Gaidheal, literalmente 'celtas-estrangeiros'. Foi sobre o mar que ficou situado seu poder, mas iriam surgir novos inimigos. Os Stuarts fizeram incursões na costa oeste e afinal Somerled reuniu um exército considerável para expulsá-los. Ele avançou para o centro do território dos Stuarts, em Renfrew, onde uma grande batalha ocorreu em 1164. Não há muitos detalhes disponíveis sobre como ocorreu a batalha ou se realmente ocorreu, mas é certo que Somerled foi assassinado depois que seu exército se retirou do local.
Após a morte de Somerled, diversos senhores poderosos emergiram de dentro de seu reino. O senhorio foi disputado por duas famílias principais: a dos descendentes de Somerled e a dos descendentes de Goraidh. Durante os séculos 12 e 13, o mundo escandinavo viu muita mudança em métodos de governo e administração, resultando no surgimento de reinos unificados como a Dinamarca e a Noruega, fortemente centralizados. No entanto, o mesmo não ocorreu no Reino das Ilhas, que foi em vez disso absorvido por outro maior, o Reino da Escócia, embora o seu lugar no Estado permaneceria periférico, e a lealdade de seus habitantes ao rei da Escócia permaneceria temperamental pelos séculos seguintes.

## Descendência
Em 2005, um estudo inédito do professor Bryan Sykes da Universidade de Oxford levou-o a concluir que Somerled tem possivelmente 500.000 descendentes vivos, o que o torna o segundo ancestral mais comum de toda a humanidade, depois apenas de Genghis Khan. A pesquisa de Sykes concluiu que Somerled foi um membro do Haplogrupo R1a (Y-DNA), às vezes considerado a marca da descendência viquingue nos homens com ascendência britânica ou escocesa.  
 O trabalho de Sykes ainda não foi revisado.
Somerled foi primeira vez casado com uma mulher, cujo nome se desconhece. Tiveram:
- Somerled (Somhairle Óg mac Somhairle)
- Gillecallum mac Somhairle, nascido a cerca de 1135, morto na Batalha de Renfrew em 1164

Ele também foi pai de:
- Gillies mac Somhairle
- Gall mac Somhairle

Casou-se segunda vez por volta do ano 1140 com Raghnailt Olafsdottir, filha de Olaf I Godredsson, Rei de Man e das Ilhas e de Ingeborg Haakonsdottir (esta filha de Haakon Paulsson, conde de Orkney). Seus filhos foram:
- Dougall (Dubgall mac Somhairle) (c. 1145 - c. 1192), que herdou Lorne, Mull e Jura
- Ranald (Raghnall mac Somhairle) (c. 1148 - 1207), senhor das Ilhas
- Angus (Aonghas mac Somhairle) (c. 1150 - 1210), senhor de Bute e Arran
- Olav mac Somhairle
- Beatrix (Bethag nic Somhairle).